# Alessandro Tripaldelli
Alessandro Tripaldelli (Napels, 9 februari 1999) is een Italiaans voetballer die als verdediger speelt. Hij verruilde US Sassuolo in september 2020 voor Cagliari.

## Carrière
Alessandro Tripaldelli begon in 2012 in de jeugd van Juventus FC. In 2017 maakte hij voor €1.500.000,– euro de overstap naar US Sassuolo. Het seizoen 2017/18 werd hij terug verhuurd aan Juventus. In 2018 sloot hij aan bij de hoofdmacht van US Sassuolo, echter werd hij in de laatste week van augustus, samen met ploeggenoot Gianluca Scamacca, verhuurd aan PEC Zwolle. Tripaldelli debuteerde voor PEC op 16 september 2018, in de met 0–2 verloren thuiswedstrijd tegen SBV Vitesse. Hij begon in de basis en werd in de 76e minuut vervangen door Zian Flemming. Door een gebrek aan perspectief werd zijn huurcontract na een half jaar ontbonden en keerde hij terug naar Italië. De tweede helft van het seizoen werd hij verhuurd aan FC Crotone, waar hij drie wedstrijden speelde. In september 2020 maakte Tripaldelli de overstap naar Cagliari Calcio.

### Carrièrestatistieken
| Seizoen                          | Club            | Competitie      | Competitie | Competitie | Beker | Beker | Internationaal | Internationaal | Overig | Overig | Totaal | Totaal |
| Seizoen                          | Club            | Competitie      | Wed.       | Dlp.       | Wed.  | Dlp.  | Wed.           | Dlp.           | Wed.   | Dlp.   | Wed.   | Dlp.   |
| -------------------------------- | --------------- | --------------- | ---------- | ---------- | ----- | ----- | -------------- | -------------- | ------ | ------ | ------ | ------ |
| 2018/19                          | US Sassuolo     | Serie A         | 0          | 0          | 0     | 0     | –              | –              | –      | –      | 0      | 0      |
| 2018/19                          | → PEC Zwolle    | Eredivisie      | 2          | 0          | 0     | 0     | –              | –              | –      | –      | 2      | 0      |
| 2018/19                          | → FC Crotone    | Serie B         | 3          | 0          | 0     | 0     | –              | –              | –      | –      | 3      | 0      |
| 2019/20                          | US Sassuolo     | Serie A         | 0          | 0          | 0     | 0     | –              | –              | –      | –      | 0      | 0      |
| Carrière totaal                  | Carrière totaal | Carrière totaal | 5          | 0          | 0     | 0     | 0              | 0              | 0      | 0      | 5      | 0      |
| Bijgewerkt tot 25 september 2019 |                 |                 |            |            |       |       |                |                |        |        |        |        |